# 2,4-Динитрозорезорцин
2,4-Динитрозорезорцин — ароматическое органическое нитрозосоединение с химической формулой C6H2(NO)2(OH)2, относящееся к нитрозокрасителям. Жёлтые кристаллы в форме пластинок, взрывоопасны. Ранее использовался для крашения в тёмно-зелёный цвет, который образуется при взаимодействии с железной протравой, продолжает использоваться в аналитической химии как индикатор.
Синонимы: динитрозорезорцин, прочный зелёный О, эльзасский зелёный, резорциновый зелёный, хлорин, C.I. 1.

## Свойства
Кристаллический порошок жёлтого цвета с оттенком от серого до коричневого. Молярная масса составляет 168,11 г/моль. Плохо растворим в воде и спирте, нерастворим в бензоле и серном эфире. Взрывоопасен, по одним данным при 155 ° C темнеет, при 165 ° C происходит быстрое разложение со вспышкой, по другим — взрыв происходит уже при 115 ° C.
Обладает относительно сильными кислотными свойствами. С щелочными металлами и аммонием способен образовывать кислые соли, имеющие зелёную окраску. Эти соли плохо растворимы в воде, аморфны, за исключением калиевой соли, которая образует кристаллы.

## Получение
Получают нитрозированием резорцина. Для использования в качестве аналитического реактива готовят насыщенный спиртовой раствор.